# 旦過駅
旦過駅（たんがえき）は、福岡県北九州市小倉北区魚町四丁目にある、北九州高速鉄道（北九州モノレール）小倉線の駅。駅番号は「03」。

## 歴史
- 1985年（昭和60年）1月9日：開業[2]。
- 2015年（平成27年）10月1日：ICカード「mono SUGOCA」の利用が可能となる[3]。

## 駅構造
相対式ホーム2面2線のを持つ高架駅である。

### のりば
| 番線 | 路線    | 行先       |
| ---- | ------- | ---------- |
| 1    | ■小倉線 | 企救丘方面 |
| 2    | ■小倉線 | 小倉方面   |

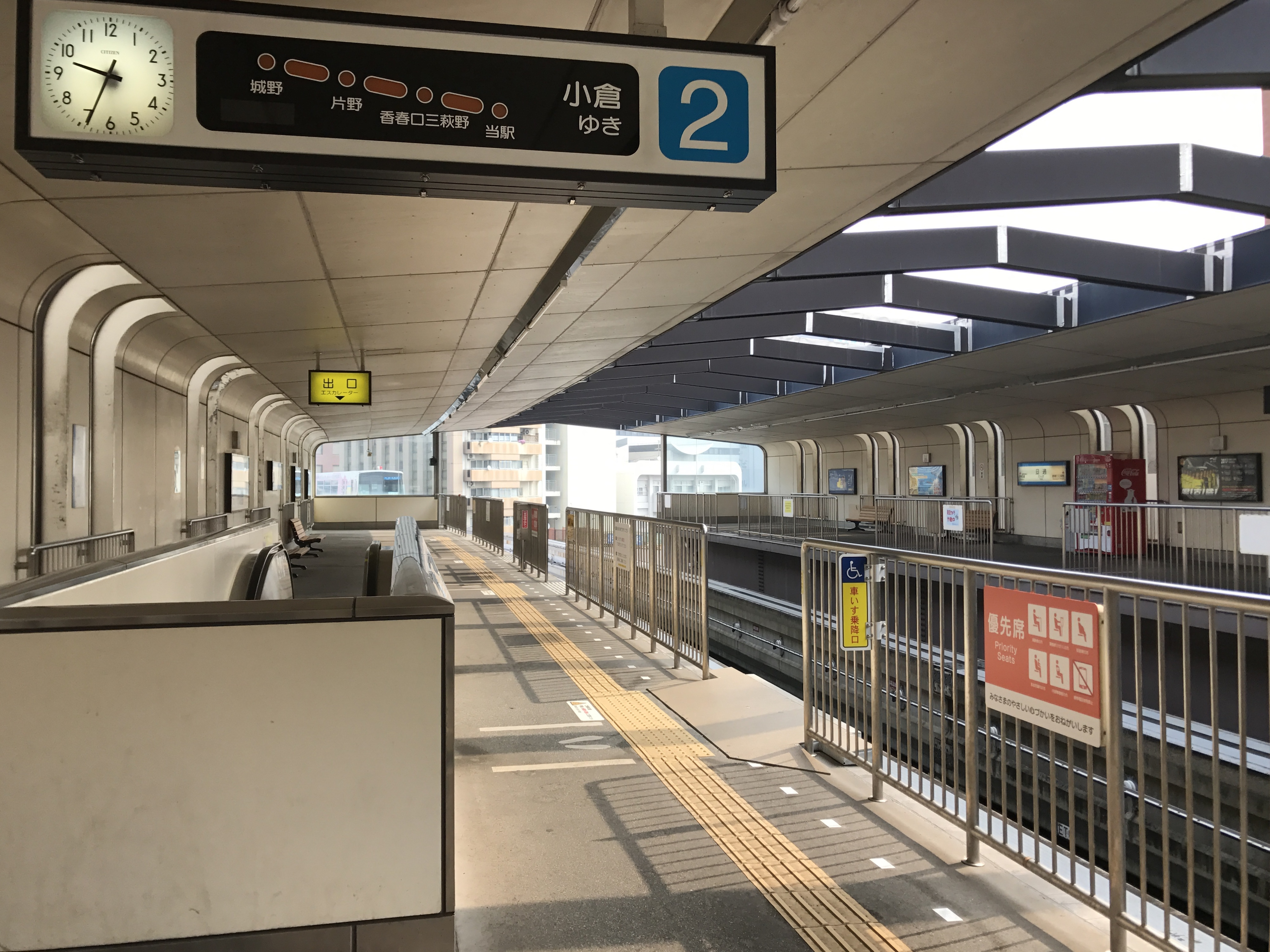
ホーム（2017年3月）

## 利用状況
2019年度の1日平均乗降人員は3,671人である。

## 駅周辺
- 北九州市立医療センター
- 北九州市立文学館
- 旦過市場
- 勝山公園
- 北九州市立中央図書館
- 総合保健福祉センター（アシスト21）
- 北九州市立商工貿易会館
- 天神島市営駐車場
- 第一交通産業本社
- 南日本銀行小倉支店
- 伊予銀行北九州支店
- 広島銀行北九州支店
- クエスト小倉本店

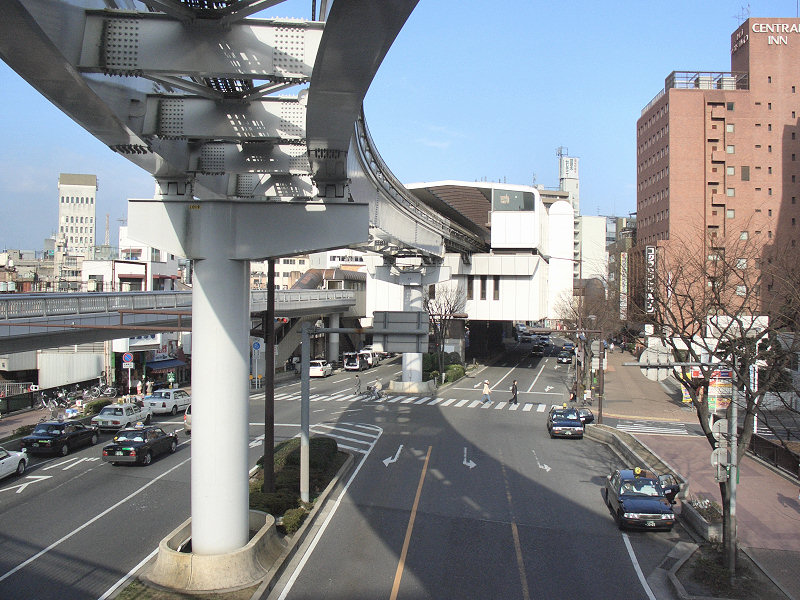
駅舎と周辺（2007年1月）

- ホテル1-2-3小倉（旧 コクラセントラルイン）
- ホテルニュータガワ
- CROSS FM旧本社
- クラウンパレス小倉
- 北九州市消防局小倉北消防署
- 北九州第二合同庁舎
- 小倉北区役所

## 隣の駅
北九州高速鉄道
■小倉線
平和通駅(02) - 旦過駅(03) - 香春口三萩野駅(04)